# Plectris ambigua
Plectris ambigua är en skalbaggsart som beskrevs av Frey 1967. Plectris ambigua ingår i släktet Plectris och familjen Melolonthidae. Inga underarter finns listade i Catalogue of Life.